# Mercedes (Honduras)
Mercedes es un municipio del departamento de Ocotepeque en la República de Honduras.

## Toponimia
Su nombre es en honor a la Virgen de las Mercedes, santa de la iglesia católica.

## Límites
| Orientación | Límite                              |
| ----------- | ----------------------------------- |
| Norte       | Municipio de San Marcos, Ocotepeque |
| Sur         | República de El Salvador            |
| Este        | Municipio de Cololaca, Lempira      |
| Oeste       | Municipio de Sinuapa, Ocotepeque    |
| Oeste       | República de El Salvador            |

Está ubicado en el extremo sur del Departamento de Ocotepeque, a gran altitud.

## Historia
En 1868, varios comuneros compran la Hacienda Santa Teresa del Cimarrón y del Río Chiquito a la heredera Jerónima Castejón M. vecina de Sensenti.
En 1887, en el censo de población de 1887 aparece como Aldea de San Marcos de Copán (sic).
En 1889 (11 de noviembre), le dieron categoría de Municipio.
En 1896, en la División Política Territorial de 1896 era uno de los Municipios que formaban el Distrito de Sensenti, perteneciendo a Copán.
El nombre de la localidad fue puesto en honor a su santa patrona, la Virgen de las Mercedes. Posiblemente su nombre tenga conexión con los dueños originales Castejón Milla, dado que una de sus descendientes, Mercedes Reyes (Milla) estaba entre los comuneros que compraron la Hacienda que origina el Municipio. 

## Economía
La base económica del municipio es la producción de café, ganadería, granos básicos y algunas microempresas.

## División Política
Aldeas: 10 (2013)
Caseríos: 47 (2013)
| Código | Aldea                      |
| ------ | -------------------------- |
| 140901 | Mercedes                   |
| 140902 | Concepción                 |
| 140903 | El Coral                   |
| 140904 | El Limoncito               |
| 140905 | Laguna Seca                |
| 140906 | Las Vegas del Río Chiquito |
| 140907 | Plan del Rosario           |
| 140908 | San Antonio                |
| 140909 | San José de Jocotán        |
| 140910 | Yuscarán                   |
|        | Miraflores                 |
|        | Yaruconte                  |
|        | San Juan                   |
|        | Laguna Seca                |
|        | Cruz Alta                  |
|        | El Tular                   |